# Rocznik Filozoficzny Ignatianum
Rocznik Filozoficzny Ignatianum (daw. Annuarium Facultatis Philosophicae Societatis Iesu Cracoviae, Rocznik Wydziału Filozoficznego Towarzystwa Jezusowego w Krakowie, Rocznik Wydziału Filozoficznego Wyższej Szkoły Filozoficzno-Pedagogicznej „Ignatianum” w Krakowie, Rocznik Wydziału Filozoficznego Akademii „Ignatianum” w Krakowie) – czasopismo naukowe wydawane od 1988 r. przez Wydział Filozoficzny Towarzystwa Jezusowego, który – na mocy umów między rządem RP i episkopatem, podpisanych po konkordacie – utworzył Wyższą Szkołę Filozoficzno-Pedagogiczną „Ignatianum”; ta rozwijająca się uczelnia przekształciła się w roku akademickim 2011/2012 na Akademię Ignatianum w Krakowie.
Rocznik jest pismem recenzowanym. Redaktorem naczelnym jest dr hab. Janusz Smołucha, prof. UIK. Do tej pory ukazało się 27 tomów (stan na 2021).